# Absurditet
|  | Andre artikler der har at gøre med absurditet, se Absurd |
Absurditet  betyder noget der i sammenhængen er meningsløst. Det er en eksistentiel lighed til paradoks, men altså uden paradoksets inherente forklaringsvilje.

## Absurditet som genre
Humor
Kunstneren forsøger at finde et scenarie som modtageren forstår, for derefter at gøre noget unormalt. Humoren bygger således på at provokere vores adfærds regulerende værdier, principper, tabuer og normer også kaldet Overjeget inden for psykoanalysen.

Reaktionen på den grænsebrydende provokation er enten latter, forlegenhed eller fornærmelse. Kunsten er at sætte akten op, således at tilskueren reagerer med latter.
Virkemiddel
Absurditeten kan fungere vilkårligt, og behøver ikke at være morsom.

## Eksempler på materiale

### The Aristocrats (joke)
"Sketchens" beskrivelse varierer i detaljerne, men pointen er naturligvis bevaret. Præsentationen virker normal, en familie eller familiefar opsøger en talentspejder. Faderen præsenterer sin ide, og her starter absurditeten, et eksempel på hvordan den fortsætter kan fx være: Faderen og hans syngende kone træder ind på scenen, hvorefter de begynder at dyrke sex, kort efter træder datteren og sønnen ind, og de 2 begynder ligeledes, kort efter bytter sønnen og faderen, "sketchen" fortsætter så ud i urinsex, afføring, og alt andet tabu som kunstneren kan bringe ind.

### Fear and Loathing in Las Vegas(film)
Filmen omhandler en journalist og sin advokat, som skal dække et motocykelshow i Las Vegas. De drikker og tager stoffer konstant, og via totalt irrationelle handlingsforløb bevæger filmen sig ud i det ene absurde sidetrin efter det andet. Typisk drejer det sig om at en eller begge hovedpersoner, totalt dopet handler hæmningsløst overfor andre karakterer.

### I Kina spiser de hunde(film)
En dansk film, som handler om 2 brødre, hvor den ene er kriminel, den anden arbejder i en bank. Den arbejdende fortryder han stopper et bankrøveri, og beder derfor hans gangsterbror om at hjælpe med at begå et nyt røveri som erstatning. Filmen er et godt eksempel på en bevægelse inden for dansk film, hvor netop brugen af surrealistiske handlingsforløb er i højsædet. Filmen er fyldt med totalt meningsløs og hovedkulds vold, og netop gennem hovedpersonernes totale hæmningsløshed opnår filmen at undgå, at blive for seriøs på noget tidspunkt, og viser derfor absurditeten via sine virkemidler.